# Reyðarfjörður

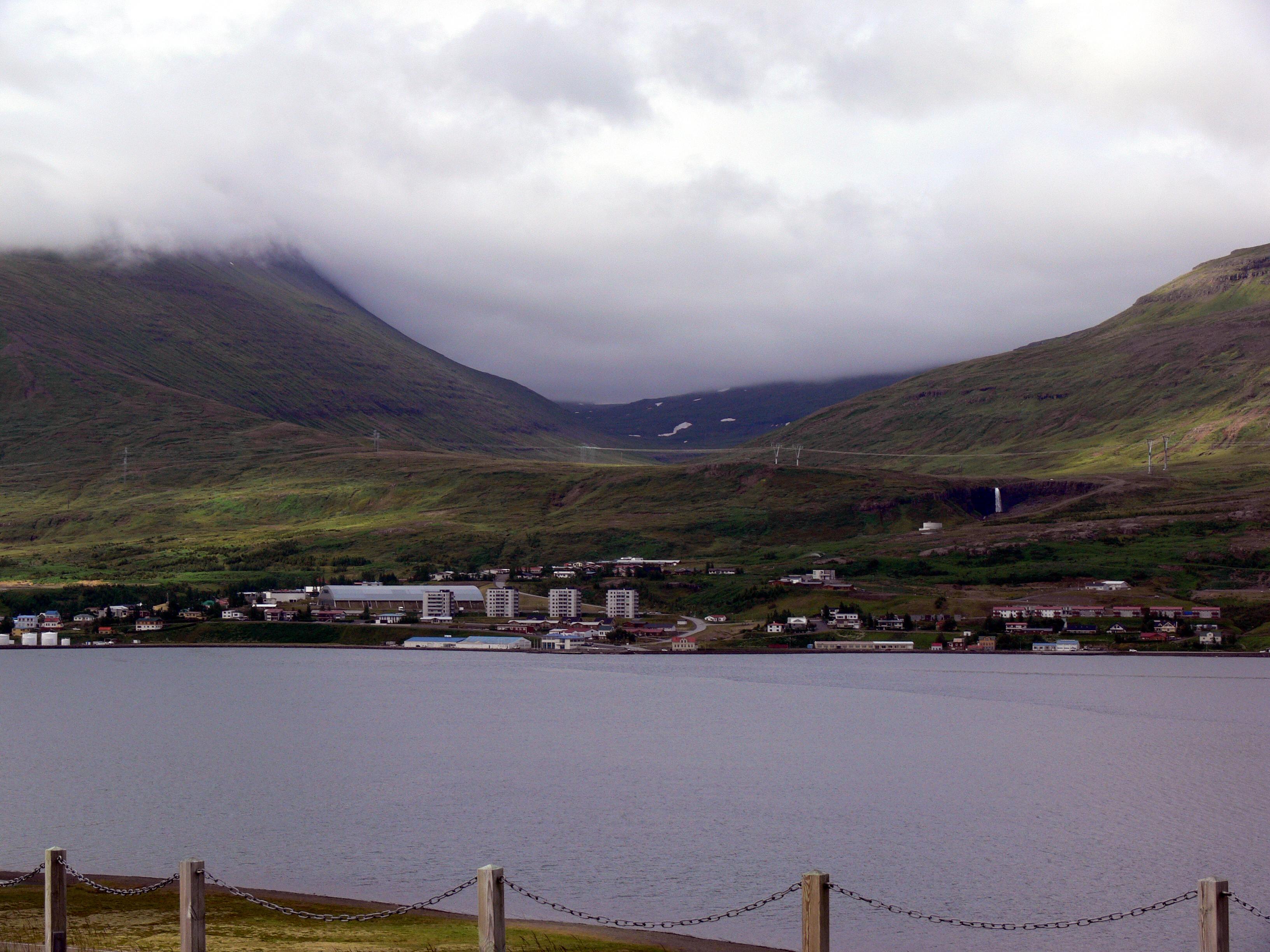
A cidade de Reyðarfjörður

Reyðarfjörður é uma cidade da Islândia. Tem uma população de 1.350 habitantes e é uma das aldeias mais populosas que constituem o município de Fjarðabyggð.

## História
A cidade fica na parte inferior do fiorde de mesmo nome, o maior da costa leste da Islândia. Como a maioria das outras cidades nos fiordes do leste, é cercada por montanhas, das quais a mais alta tem cerca de 972 m (3,189 ft). Embora o clima seja particularmente chuvoso e com neblina, em dias claros de verão costuma ter as temperaturas mais altas da Islândia.
Desde o início do século XX, Reyðarfjörður foi um porto comercial, bem como um porto de pesca. Devido à sua localização estratégica e boas condições portuárias, tornou-se a segunda maior das bases aliadas na Islândia durante a Segunda Guerra Mundial. Há um museu da Segunda Guerra Mundial localizado no antigo acampamento acima da cidade.
Reyðarfjörður juntou-se a Eskifjörður e Neskaupstaður em 1998 para formar o novo município de Fjarðabyggð ("assentamento de fiordes").

## Geografia

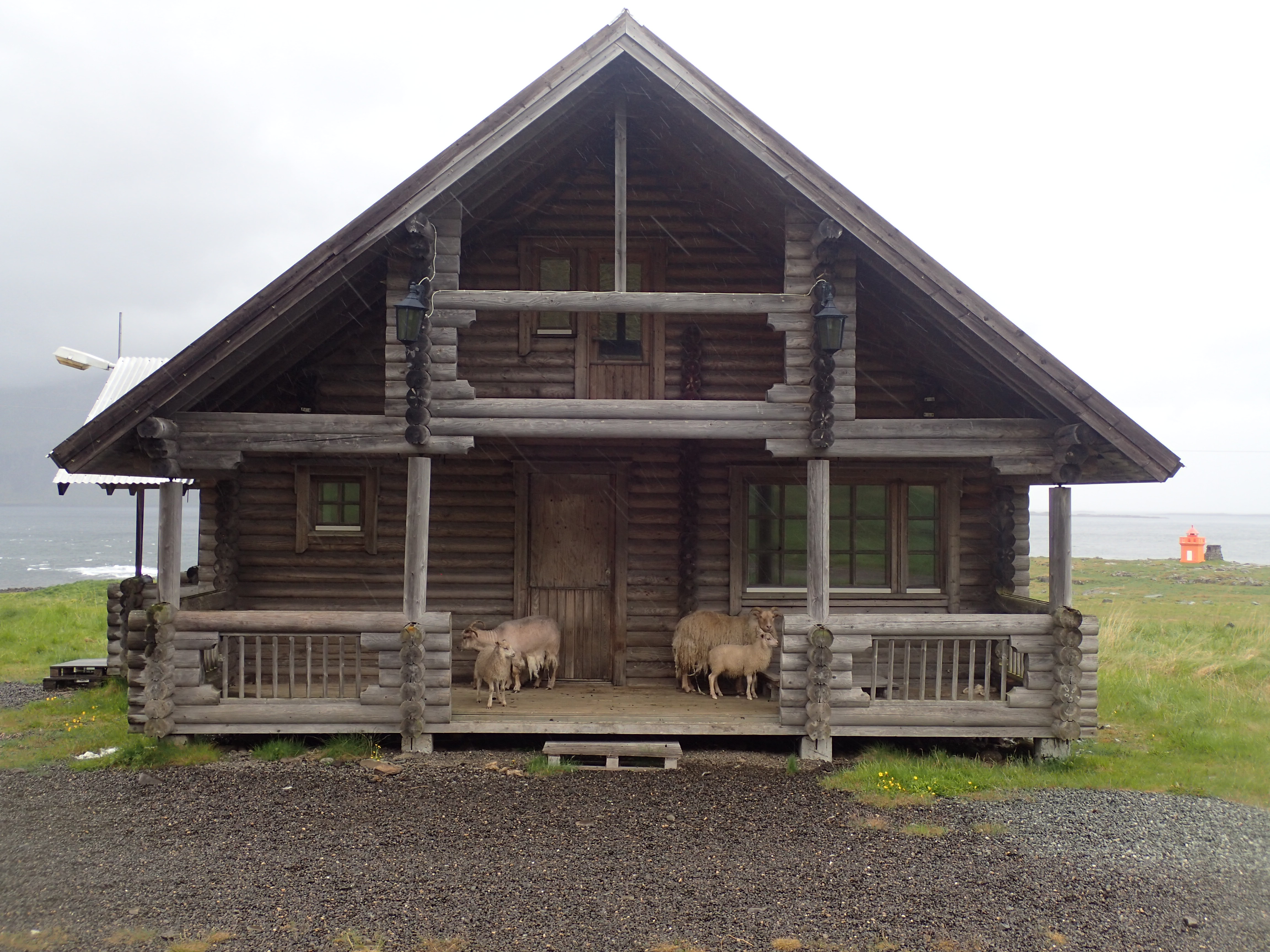
Uma casa no fiorde.

As outras aldeias que compõem o município são: Eskifjörður (1.043 inh.), Fáskrúðsfjörður (662 inh.), Mjóifjörður (35 inh.), Neskaupstaður (1.437 inh.)  e Stöðvarfjörður (203 inh.) 

## Fundição de alumínio Fjarðaál
Uma pacata cidade de pescadores desde a guerra, Reyðarfjörður (e as comunidades vizinhas) teve um renascimento no início dos anos 2000, quando a Alcoa decidiu construir a fundição de alumínio Alcoa Fjarðaál ali. Foi construído entre 2004 e 2007 pelo empreiteiro Bechtel, exigindo milhares de trabalhadores de vários países, principalmente da Polónia. A certa altura, a cidade tinha a maior concentração de residentes estrangeiros de qualquer comunidade do país, e o número de trabalhadores chegou a 2.800. Em 2008, os trabalhadores da construção foram embora. Os habitantes da cidade confiam na fábrica de alumínio para a prosperidade contínua de sua antiga comunidade e das comunidades vizinhas.
A fundição de alumínio Fjarðaál atingiu a capacidade total de produção em abril de 2008. A instalação contém uma fundição, uma casa de fundição, uma produção de vergalhões e um porto de águas profundas. A fundição emprega 450 pessoas e produz 940 toneladas de alumínio por dia, com capacidade de 346.000 toneladas métricas de alumínio por ano. Fjarðaál significa "Fjords alumínio" em islandês. Para a fundição, foi construída a nova Usina Hidrelétrica Kárahnjúkar, no município vizinho de Fljótsdalshérað.

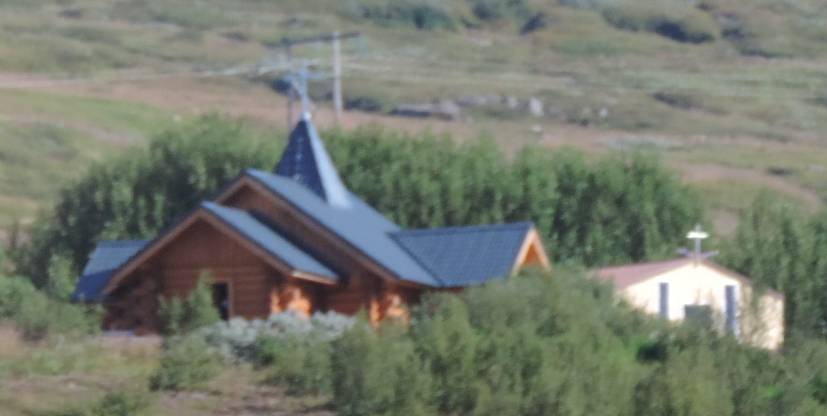
Igreja Católica, 2017

Em 17 de junho de 2017, uma nova Igreja Católica foi consagrada na cidade em uma cerimônia dirigida pelo Bispo David Tencer, de Reykjavik. Tencer é franciscano capuchinho e nativo da Eslováquia, e o prédio da igreja foi um presente da Igreja Católica eslovaca. A igreja foi construída em madeira na Eslováquia, desmontada e enviada para Reydarfjordur, onde foi remontada. Robert Fico, o primeiro-ministro da Eslováquia, participou da consagração.

## Na cultura popular
Reyðarfjörður foi escolhido como o local para a série Sky Atlantic Fortitude. As filmagens ocorreram durante o início de 2014 para a primeira série e em 2016 para a segunda série.

## 30em
1. ↑  Located in the Norðfjörður
2. ↑  Alcoa - Fjarðaál smelter information
3. ↑  «This beautiful church was a gift from Slovakia to Icelandic Catholics». Catholic News Agency (em inglês). Consultado em 22 de agosto de 2017
4. ↑  «Where was Fortitude filmed? Reyðarfjörður, East Iceland». Radio Times (em inglês). Consultado em 22 de agosto de 2017
5. ↑  «Reyðarfjörður, east Iceland, transformed into Fortitude again». Icelandmag (em inglês). Consultado em 5 de dezembro de 2017